# Peter Drobach
Peter Anthony Drobach (23 de novembro de 1890 - 24 de novembro de 1947) foi um ciclista estadounidense, profissional desde o 1908 até 1922. Destacou nas cursas de seis dias onde conseguiu quatro vitórias.

## Palmarés
- 1910
  - 1.º nos Seis dias de Buffalo (com Alfred Hill)
- 1912
  - 1.º nos Seis dias de Buffalo (com Paddy Hehir)
  - 1.º nos Seis dias de Newark (com Paddy Hehir)
  - 1.º nos Seis dias de Indianápolis (com Paddy Hehir)